# Меркурий-Атлас-9
Меркурий-Атлас-9 — последний пилотируемый космический полёт корабля «Меркурий» по одноимённой программе НАСА. Орбитальный полёт совершил американский астронавт Гордон Купер. Ракета-носитель Атлас D (запуск 130-D), космический корабль Меркурий № 20.

## Экипаж

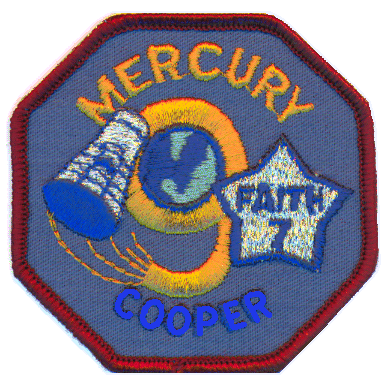
Нашивка-эмблема полёта.

- Гордон Купер — 1-й полёт.

## Дублёр
- Алан Шепард

## Название корабля
Алан Шепард проявил интересную инициативу — перед стартом первого пилотируемого космического корабля НАСА, Меркурий-Редстоун-3, дал своему кораблю личное имя — Freedom 7 («Свобода 7»), оно же стало и позывным при радиосвязи. Начиная с него и другие астронавты проекта «Меркурий» стали самостоятельно давать своим кораблям «личные имена», добавляя в конце число 7, в качестве признания командной работы со своими коллегами-астронавтами из первого набора — «Первой семерки».
| Корабль               | Астронавт           | Имя            |
| «Меркурий-Редстоун-3» | Алан Шепард         | Freedom 7      |
| «Меркурий-Редстоун-4» | Вирджил Гриссом     | Liberty Bell 7 |
| «Меркурий-Атлас-6»    | Джон Гленн          | Friendship 7   |
| «Меркурий-Атлас-7»    | Малькольм Карпентер | Aurora 7       |
| «Меркурий-Атлас-8»    | Уолтер Ширра        | Sigma 7        |
| «Меркурий-Атлас-9»    | Гордон Купер        | Faith 7        |

## Руководители полёта
- Кристофер Крафт — «красная» смена
- Джон Ходж — «синяя» смена

## Предыстория[2]

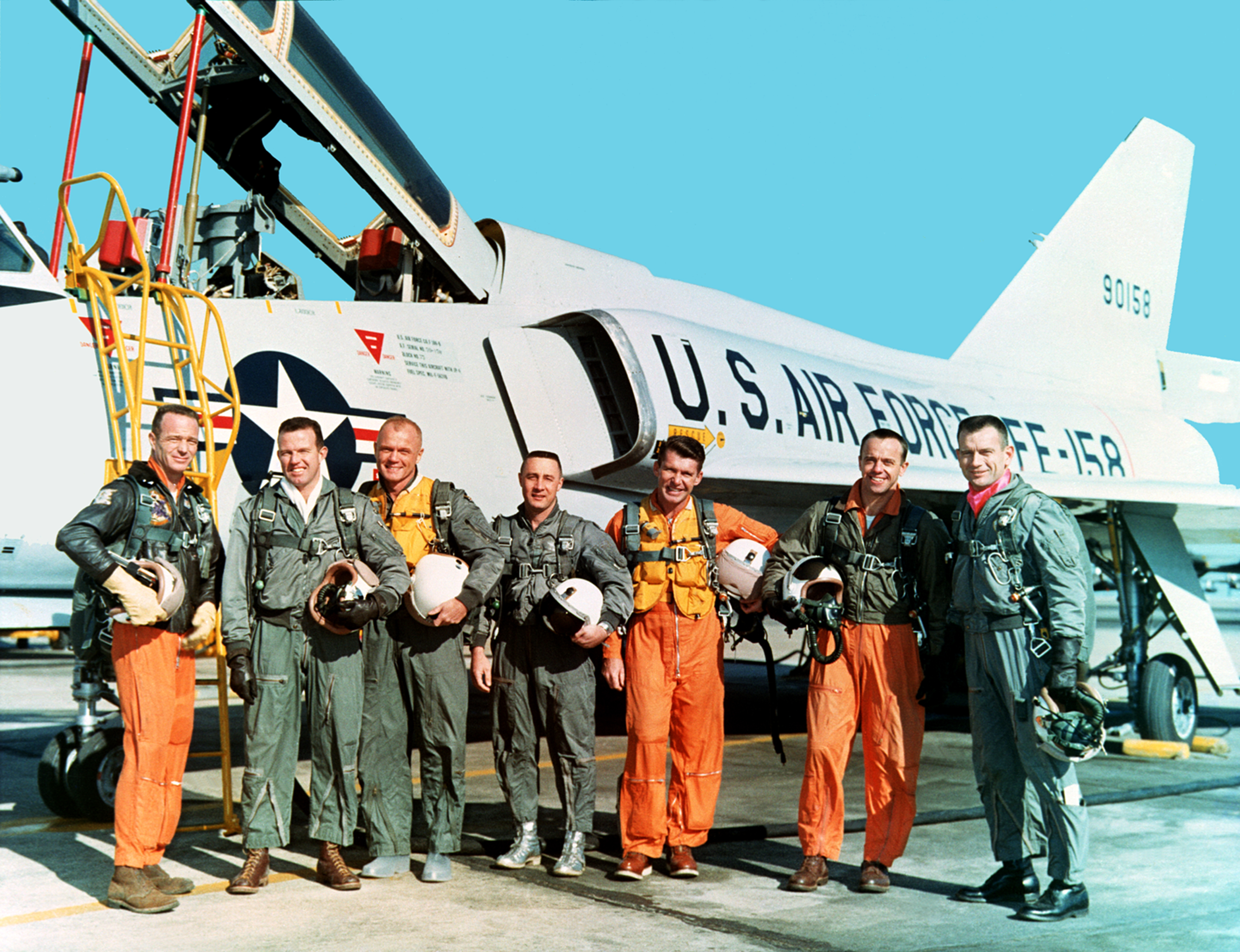
«Первая семерка».

Полёт «Сигмы 7» был очень успешен, и некоторые в специалисты в NASA решили, что Америка так далеко продвинулась вперед в освоении космоса, и что полёт Меркурий-Атлас-8 должен стать последним по проекту «Меркурий», и нет смысла рисковать возможными неудачами в ближайшем будущем. Они считали, что NASA в рамках проекта «Меркурий», как первой пилотируемой программе, продвинулось достаточно далеко, и технических возможностей выжать из корабля Меркурий более долговременный полёт, а смысл был в односуточном полёте, практически нет. Многие считали, что пришло время переходить к стартам по программе Джемини.

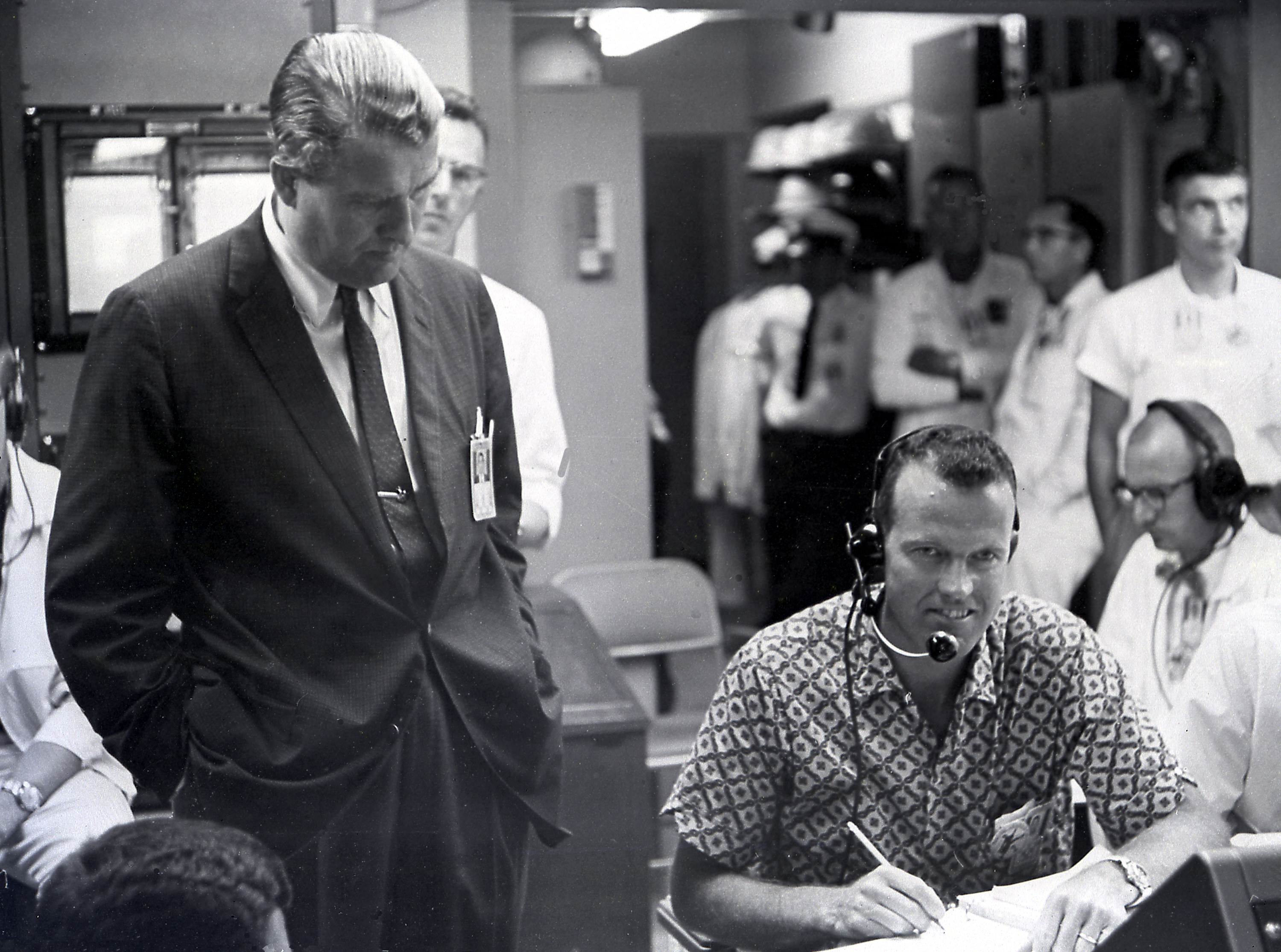
Вернер Браун и астронавт Гордон Купер.

Официальные представители из Вашингтона в Центре управления космическими пилотируемыми полётами полагали, что в рамках проекта «Меркурий» команде специалистов нужно дать шанс проверить космический корабль и астронавта в космосе в течение целых суток. Кроме того, все советские космические корабли Восток были одноместными, и все запущенные корабли после Востока-1 летали больше суток. Таким образом, суточный полёт «Меркурия-Атлас-9», поднял бы уровень космических кораблей Меркурий до уровня советских Востоков.

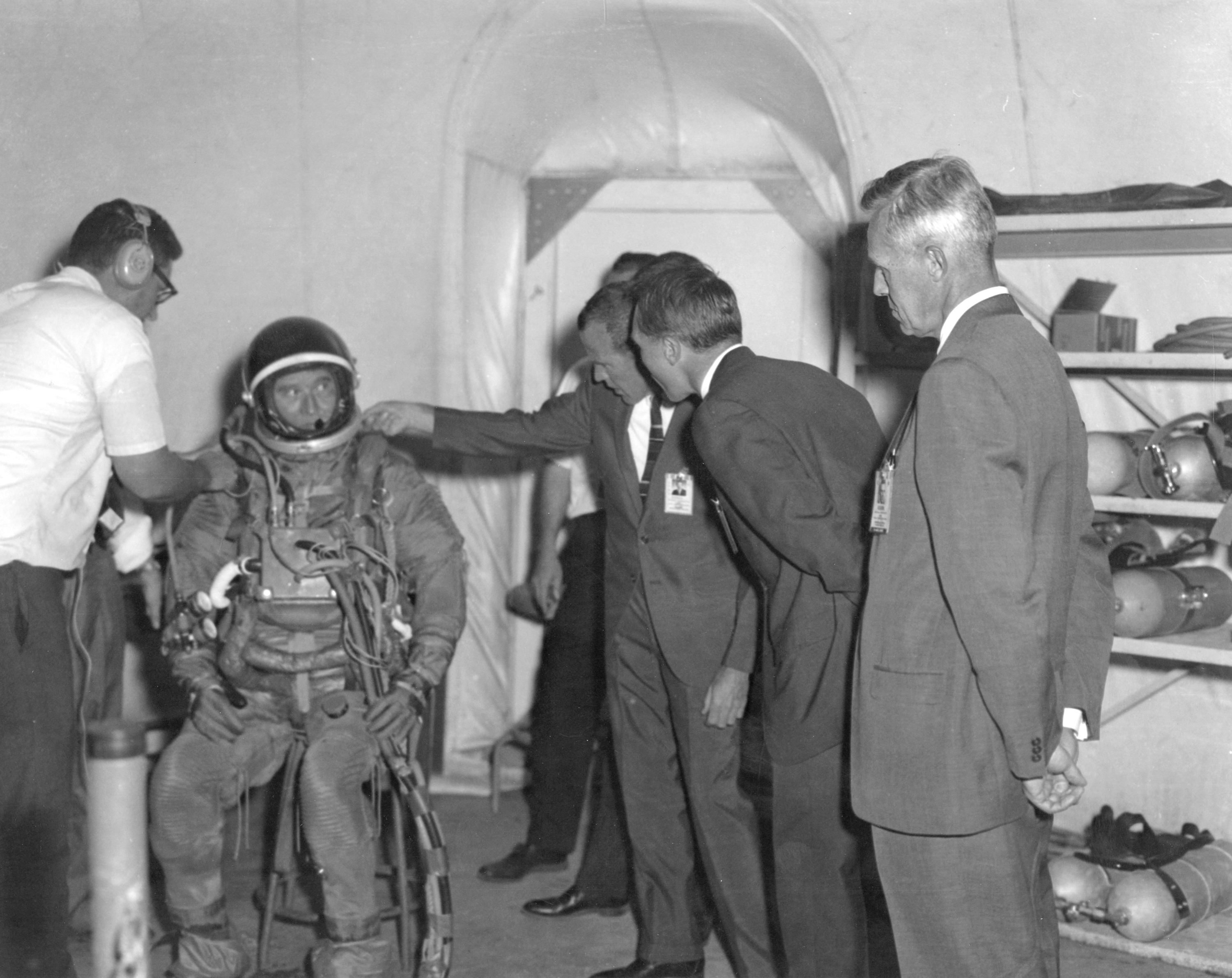
Вернер Браун и астронавт Гордон Купер на тренировке.

В сентябре 1962 года NASA завершило переговоры с Макдоннеллом, об изменении конфигурации четырёх космических кораблей Меркурий (№ 12, № 15, № 17 и № 20), которые теперь смогли бы совершить односуточный полёт. Эти изменения космического корабля включали демонтаж перископа и избыточного количества двигателей ориентации, а также добавление кислородных резервуаров и дополнительных батарей.
В ноябре 1962 года Гордон Купер был назначен в качестве астронавта на полёт на Меркурий-Атлас-9, а Алан Шепард был назначен дублером. К 22 апреля 1963 года ракета-носитель Атлас 130-D и космический корабль Меркурий № 20 были собраны на Мысе Канаверал и вывезены на Стартовую площадку № 14.
Поскольку «Меркурий-Атлас-9» должен был вращаться вокруг Земного шара между параллелями от 32,5 градусов северной широты до 32,5 градусов южной широты, то для поддержания устойчивой радиосвязи в общей сложности было задействовано 28 судов, 171 самолёт, на успех миссии работало 18 000 специалистов и служащих.

## Старт

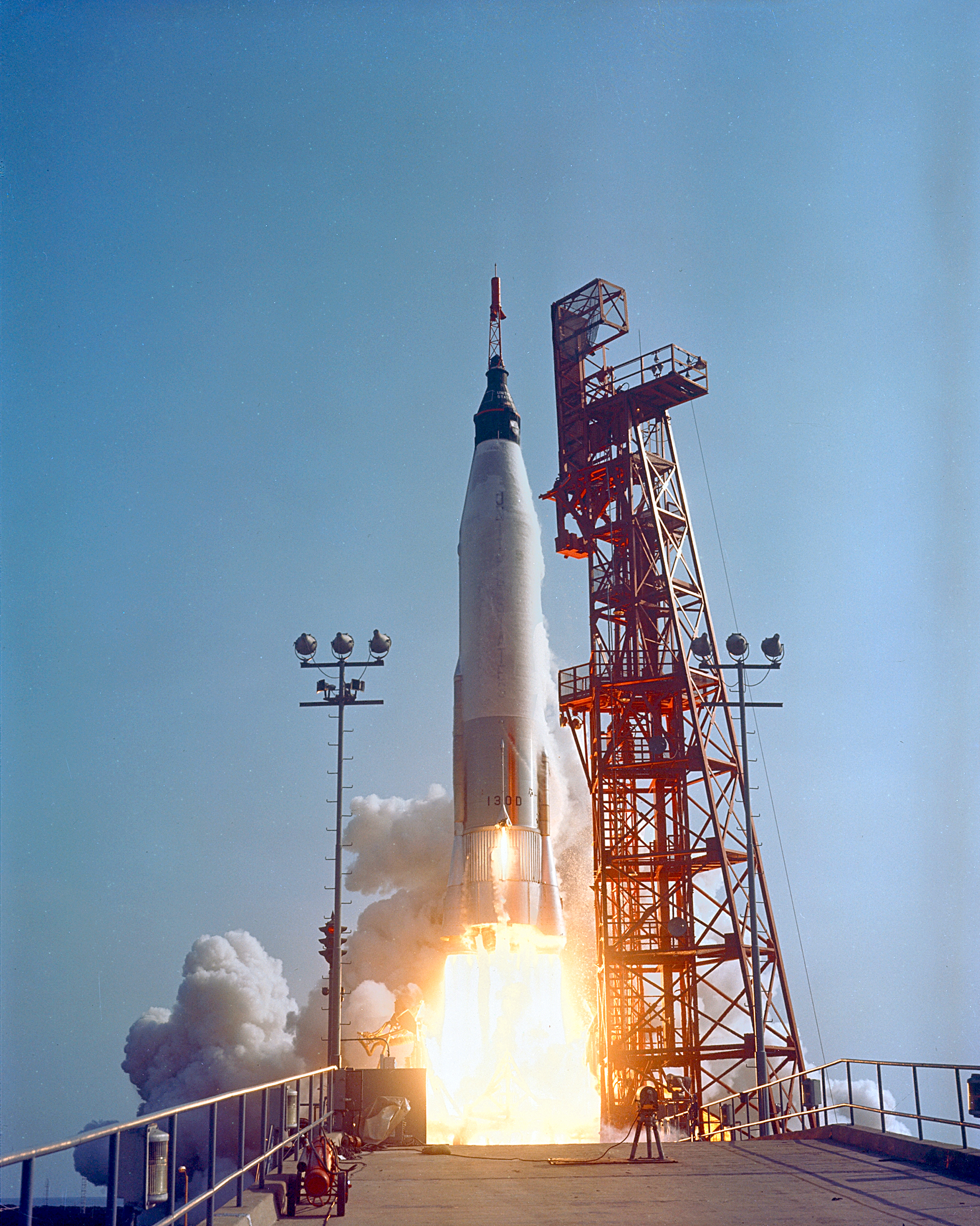
Стартует Меркурий-Атлас-9.

Когда 14 мая в 6:36 утра Купер занял своё место в «Фейт 7», то наткнулся на сюрприз, который был там оставлен специально для него. Алан Шепард, знал что у Купера в скафандре была установлена новая система — мочеприемник, которой не было у Шепарда в его полёте на Меркурии-Редстоуне-3. Это вынуждало его сдерживаться в течение длительного времени — из-за многократных откладываний обратного отсчета. В углу капсулы он спрятал туалетный вантуз, на ручке была прикреплена записка с текстом — «Удалите перед стартом». Подарок в космос не слетал. В этот день не полетел в космос и Купер. Различные проблемы с радаром на Бермудах и дизельным двигателем, в котором был низкий уровень подачи топлива в камеру сгорания, заставили отложить запуск на день — на 15 мая.
15 мая 1963 года в 8:04:13 по восточному времени, «Фейт 7» был запущен со Стартового Стола № 14. Через 60 секунд после отрыва включилась вторая ступень ракеты «Атлас». Вскоре Меркурий-Атлас-9 прошёл через максимальный аэродинамический напор. Через 2 минуты 14 секунд Купер почувствовал прекращение работы двигателей ракеты-носителя и отстрел ускорителей. Два двигателя ракеты-носителя «Атлас» улетали вниз. Башня Системы аварийного спасения (САС) полёта также была отстрелена. Через 3 минуты после старта давление в каюте было зафиксировано в 38 кПа. Купер сообщил, что «Фейт 7» (МА-9) набирает ход".
Приблизительно через 5 минут закончил работу главный двигатель и «Фейт 7» вышел на орбиту со скоростью 7 844 м/с. После того, как космический корабль отделился от последней ступени и стал вращаться, Купер в течение приблизительно восьми минут наблюдал, как отставала и падала его ракета-носитель «Атлас». В начале первой орбиты, пролетая над Станцией слежения в Занзибаре он узнал, что параметры орбиты были достаточно хороши, космический корабль останется на орбите не менее 20 витков. Когда космический корабль в конце первой орбиты пролетал над Гуаймасом Мексика, у Купера состоялся краткий разговор с астронавтом Гасом Гриссом, который сообщил, что по более точным компьютерным расчетам, космический корабль пробудет на орбите семь витков, но на практике оправдался всё-таки первый прогноз (см. ниже).
В начале третьего витка Купер проверил свой список из 11 экспериментов, которые были запланированы на полёт. Его первая задача состояла в том, чтобы отделить от носа космического корабля сферу диаметром шесть дюймов (152-миллиметра), оборудованную ксеноновыми стробоскопами. Этот эксперимент был разработан, чтобы проверить на орбите способность астронавта отслеживать и определять расстояние до проблескового маяка. В 3 часа 25 минут полётного времени Купер щелкнул выключателем, и услышал и почувствовал, что маяк отделился от космического корабля. Он попытался увидеть сигнальные вспышки в наступающем сумраке, при входе в орбитальную тень, но ничего не увидел. Астронавт сообщил Скотту Карпентеру, который находился на Станции слежения на Кауаи, на Гавайях, что ничего не делал и «всю орбитальную ночь ощущал себя небольшим мошенником». На четвёртом витке он наконец засек маяк и увидел, как тот пульсировал. Он также наблюдал за ним на пятом и шестом витках.

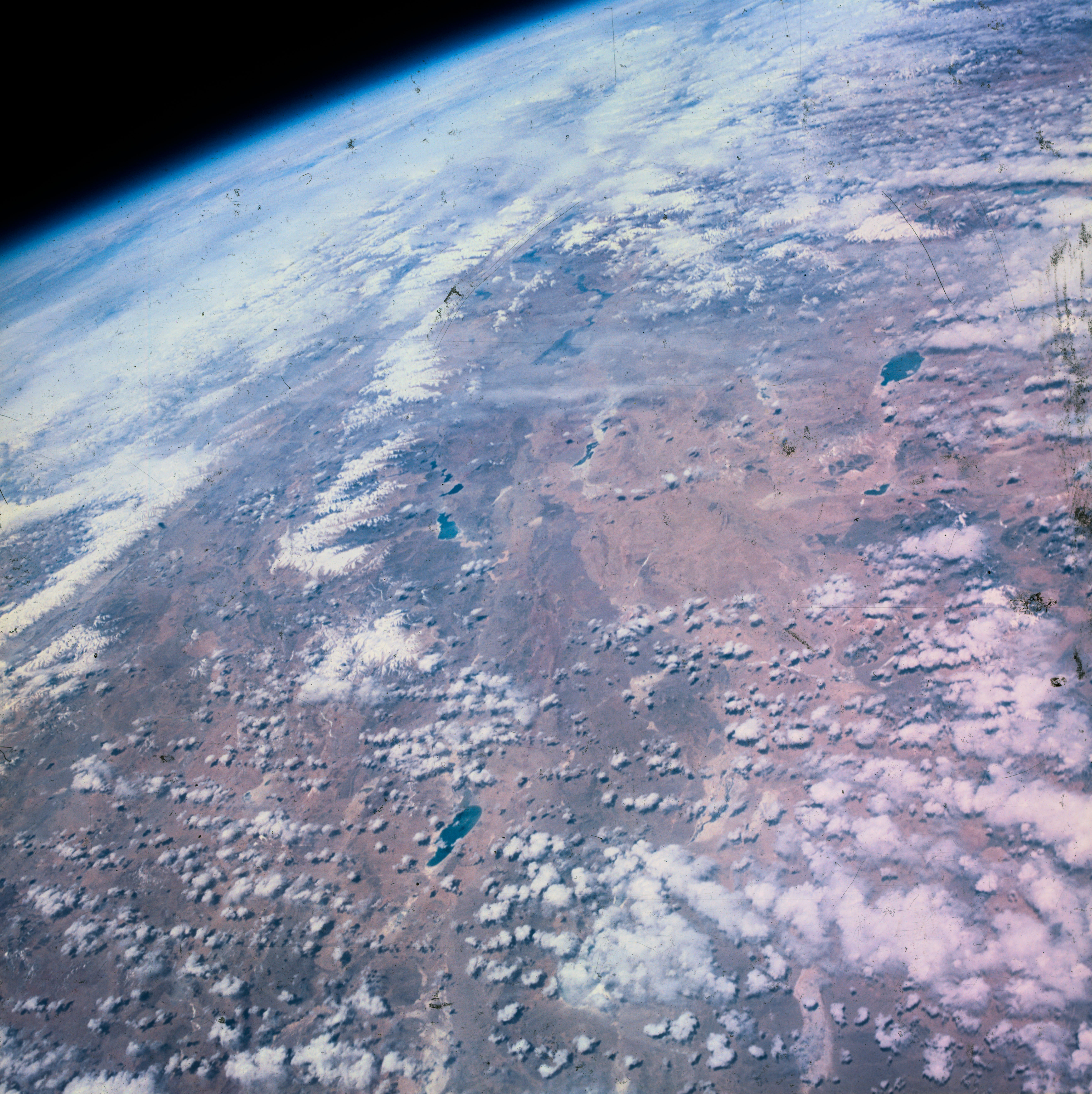
Фото Тибета, сделанное Купером.

На шестом витке, приблизительно в 9 часов полётного времени, Купер перешёл к следующему эксперименту — настроил камеры, сориентировал космический корабль и, нажав специальный выключатель, выдал команду на развертывание воздушного шара с небольшим внутренним давлением, который должен был отделиться от носа космического корабля. Это был 30-дюймовый (762-миллиметровый) полосатый шар из майлара, покрашенный флюоресцентно-оранжевой краской и наполненный азотом. Он соединялся 100-футовым (30 метров) нейлоновым шлангом со специальной ёмкостью около антенны связи. В этой ёмкости находился специальный датчик давления, который позволил бы измерить разницу атмосферного давления на высоте перигея — 100-миль (160-километров) и на высоте апогея — 160-миль (260-километров). Купер несколько раз выдавал команду на наддув воздушного шара, но из этого ничего не вышло.
Гордон Купер занимался плановыми экспериментами по замеру радиации, когда Ширра сообщил ему данные телеметрии о шестом витке. После 10 часов полёта, на седьмом витке, во время сеанса связи со Станцией слежения в Занзибаре, астронавту сообщили, что полёт будет продолжаться 17 витков. Космический корабль Гордона Купера делал оборот вокруг Земли за 88 минут 45 секунд с наклонением 32,55 градуса.
Астронавту предоставили отдых с 9-го по 13-й виток. Он пообедал доведенным до порошкообразного состояния фарша из ростбифа и запил небольшим количеством воды, затем фотографировал Азию и сообщил об изменении ориентации космического корабля по отношении к траектории. Купер не был очень уставшим и сонным, и именно во время 9 витка астронавту удалось сделать лучшие снимки из всех сделанных за время всего полёта. Он сфотографировал горные системы Тибет и Гималаи.

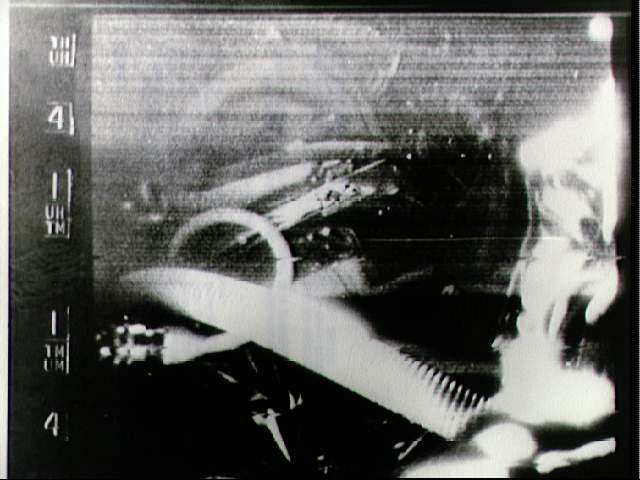
Лицо астронавта Купера, на переднем плане — кислородный шланг. Фотография сделана и передана на Землю во время 17 витка.

Во время полёта в ЦУПе возникло удивление, когда Купер сообщил, что смог разглядеть автострады, реки, небольшие деревни и даже отдельные здания, если освещение и угол наклона были подходящими. Эта ситуация была позже подтверждена двумя астронавтами во время полётов по космической программе «Джемини», включая самого Гордона Купера. В течение следующих шести часов, во время 10—13 витков Гордон Купер смог поспать, но урывками. Астронавт время от времени просыпался и делал большое количество фотоснимков, записывал на плёнку доклады о положении дел, и продолжал регулировать температуру в скафандре, которая становилась то слишком горячей или слишком холодной.
На четырнадцатом витке Гордон Купер сделал оценку состояния космического корабля. Подача кислорода была в норме. Топлива — пероксида, для управления ориентацией космического корабля и манёвров на орбите было достаточно — 69 процентов в резервуаре для автоматического управления и 95 процентов для ручного варианта. На пятнадцатом витке астронавт долго провозился с оборудованием калибровки и синхронизации часов.
На шестнадцатом витке, когда космический корабль вошёл в тень, Гордон Купер сориентировал его по-самолётному — носом вперёд. Через окно космического корабля астронавт рассматривал усыпанное звёздами ночное небо и «легкое тусклое» свечение над горизонтом. Он дважды сфотографировал это явление, это «лёгкое тусклое» свечение, пролетая над ночной стороной Земли, между Занзибаром и атоллом Кантона. Фотографии, как позже выяснилось, были сделаны с большой выдержкой, но всё-таки содержали ценную информацию.
В начале 17-го витка, пролетая над Мысом Канаверал, Флорида, Купер передал на Землю чёрно-белые телевизионные изображения, сделанные в режиме медленной съёмки. На изображениях был виден астронавт, но картинка была смазанной. На тёмном фоне можно было различить шлем и шланги. Это был первый раз, когда американский астронавт переслал телевизионное изображение из космоса на Землю.
На 17-м и 18-м витках Купер сделал метеоснимки земной поверхности, освещённой Луной в инфракрасном свете. Он также продолжал наблюдения за радиацией и записывал показания счетчика Гейгера. Астронавт пел во время 18-го и 19-го витков и наслаждался великолепием растительного покрова Земли. Полётное время подходило к 30-ти часам с момента старта.

## Технические проблемы во время полёта
На девятнадцатом витке появился первый признак проблемы, когда Космический корабль вдруг стал тормозиться с ускорением −0,5 м/с². Однако, как вскоре выяснилось, это был дефект индикатора, и Космический корабль Меркурий-Атлас-9 продолжил полёт. На 20-м витке Купер увидел, что все индикаторы погасли. На 21-м витке стало ясно, что произошло короткое замыкание в 250-вольтовой шине главного преобразователя. Из-за этого система управления осталась без электроэнергии и стабилизация космического корабля в автоматическом режиме стала невозможной.
На 21-м витке Джон Гленн, находящийся на борту сторожевика «Квебек» около острова Кюсю, (Япония), помог Куперу подготовиться к пересмотренному алгоритму действий для торможения на орбите. Теперь, из-за системных сбоев, многие шаги должны были бы быть проделаны вручную. На этой последней орбите в радио-диапазоне были доступны только Станции слежения на Гавайях и Занзибаре, связь с ними была хорошей. Гордон Купер отметил, что в его капсуле и в скафандре начинает повышаться уровень углекислого газа. Он сообщил Карпентеру, когда пролетал над Занзибаром, что «Потихоньку начинает собирать вещи». Несмотря на серьёзные проблемы Купер остался спокойным, хладнокровным и собранным.

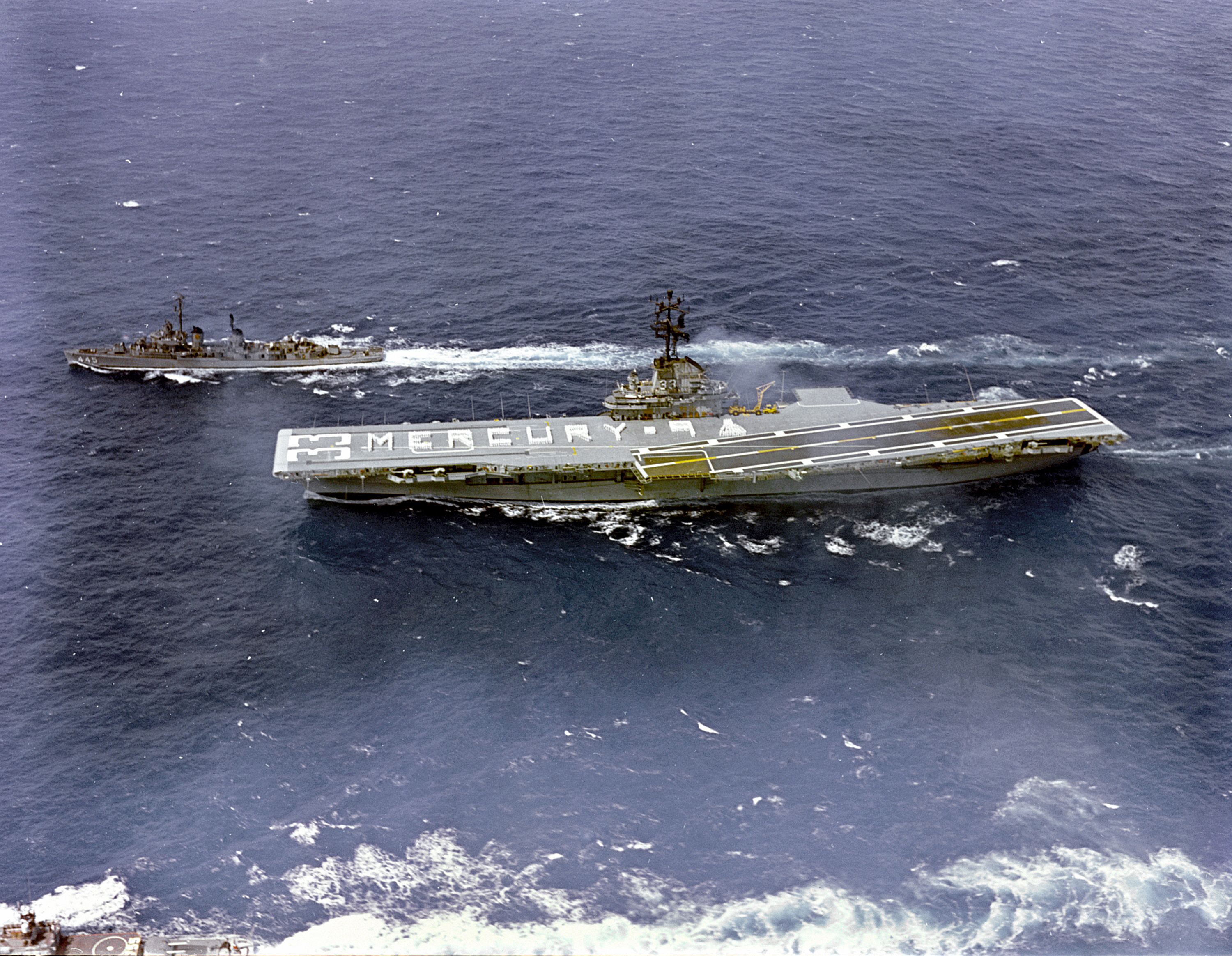
Команда военного корабля США Kearsarge готова к подъёму капсулы Космического корабля «Меркурий-Атлас-9» на полётную палубу, следует в район его приводнения.

В конце 21-го витка астронавт снова связался со сторожевиком «Квебек», с Джоном Гленном. Купер сообщил, что сориентировал космический корабль «низом вперёд» и поддерживает это положение вручную. Контрольный алгоритм действий для торможения был полностью выполнен. Гленн начал десятисекундный обратный отсчёт на включение тормозных двигателей. Купер сохранял ориентацию космического корабля с наклоном в 34° к траектории полёта, и произнеся фразу «Начали!», вручную запустил тормозные двигатели.
Через пятнадцать минут «Фейт 7» приводнился всего четырёх милях (6 км) от Главного судна «Службы поиска и спасения при приземлении», военного корабля США — авианосца Kearsarge. Несмотря на отсутствие режима автоматического управления, это было самое точное приземление до настоящего момента. «Фейт 7» приводнился в 70 морских милях (130 км) к юго-востоку от острова Мидуэй, в Тихом океане. Это произошло в точке 27°30′ с. ш. 176°15′ з. д..
Приводнение произошло в 34 часа 19 минут 49 секунд полётного времени (с момента старта). Космический корабль в воде сначала на мгновение опрокинулся, но затем выправился и занял вертикальное положение. Вертолёты сбросили спасателей — пловцов-аквалангистов и передали запрос  Купера чиновникам ВВС на подъём капсулы на борт авианосца флота США. Такое разрешение, конечно, предоставили. Через сорок минут люк капсулы был снесён микровзрывом и распахнул космический корабль на палубе Kearsarge. Гордону Куперу помогли выбраться из «Фейт 7» и стали тепло приветствовать.
После полёта Меркурия-Атлас-9 происходили долгие дебаты о том, запускать ли ещё один корабль «Меркурий», Меркурий-Атлас-10 (МА-10). Предполагался трехдневный полёт, в 48 витков, c астронавтом Аланом Шепардом в октябре 1963 года. В конце концов учёные из NASA решили, что пришло время идти дальше, уже был спроектирован космический корабль Джемини по одноимённой программе, и полёт МА-10 так и не состоялся.
Программа Меркурий достигла всех своих целей.

## В настоящее время

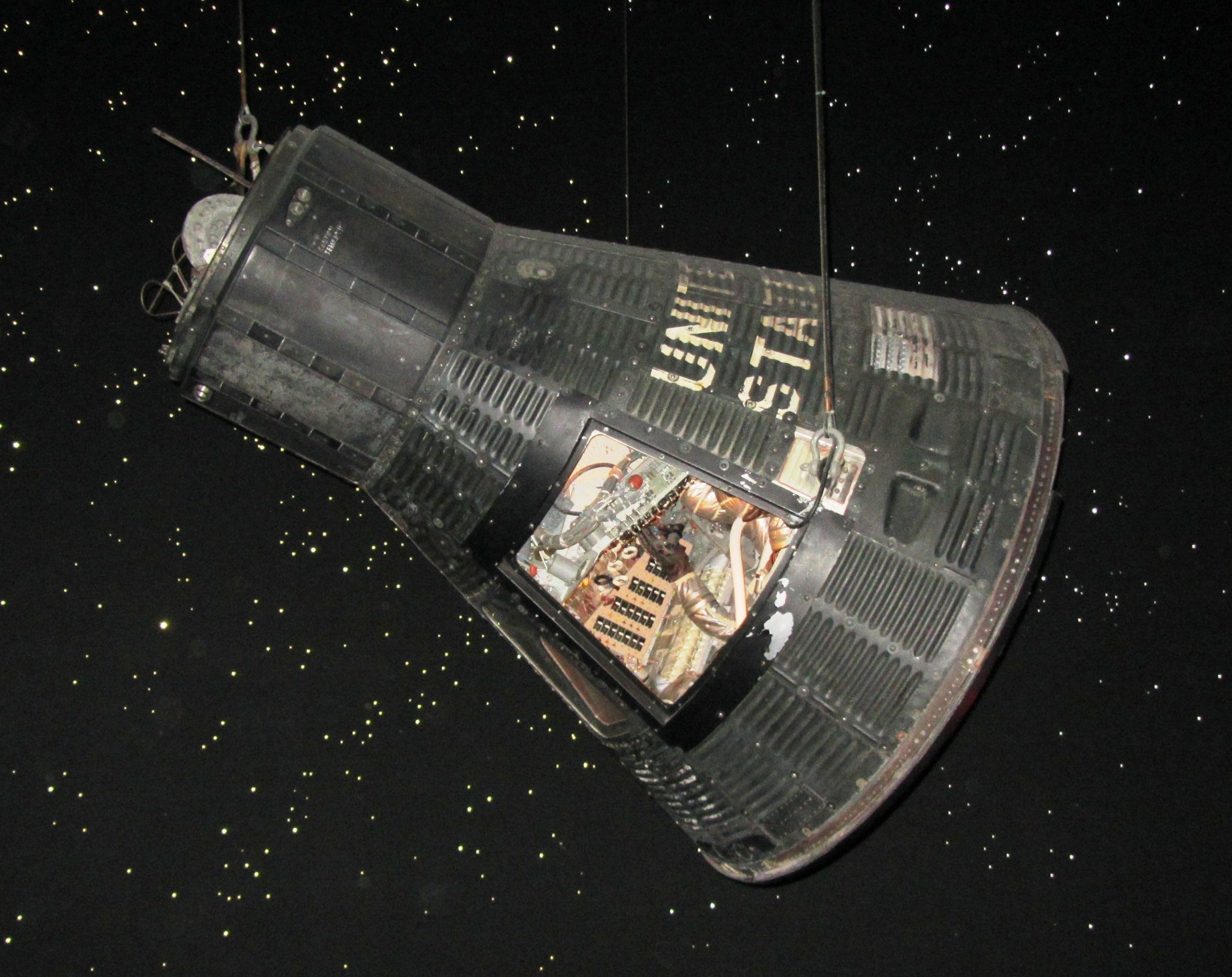
«МА-9» в Космическом Центре, Хьюстон.

Космический корабль «Меркурий-Атлас-9» экспонируется в Космическом Центре, Хьюстон.